# ロベルト・ソロサバル
ロベルト・ソロサバル・ビジャヌエバ（Roberto Solozábal Villanueva、1969年9月15日 - ）は、スペイン・マドリード出身の元サッカー選手。ポジションはディフェンダー。
現役時代は主にセンターバックとして活躍し、アトレティコ・マドリードとレアル・ベティスでラ・リーガ通算273試合に出場した。

## クラブ経歴

### アトレティコ・マドリード
アトレティコ・マドリードのカンテラで育ち、1988-89シーズンにBチームでプロデビューを果たすと、プロ1年目にしてセグンダBの舞台で32試合に出場し、2ゴールを記録。クラブのセグンダ昇格に貢献した。翌シーズン、トップチームに昇格すると、2シーズン目からレギュラーに定着し、そのシーズンにスペイン代表からも初招集を受けた。1995-96シーズン、守備の要としてリーグ戦全試合に出場し、クラブのおよそ20年ぶりのリーグ優勝に貢献した。翌シーズンもレギュラーとして活躍したが、シーズン終了後に新天地を求めるようになり、1997年7月にレアル・ベティスへと移籍した。

### レアル・ベティス
ベティス加入後は徐々に出場機会が減少。1999-00シーズンはリーグ戦にわずか1試合しか出場できず、クラブもセグンダへと降格してしまった。セグンダ降格後も出番は無く、2000-01シーズン終了後、31歳にして現役を引退した。

## タイトル

### クラブ
アトレティコ・マドリレーニョ
- セグンダ・ディビシオンB : 1回 (1988-89)

アトレティコ・マドリード
- プリメーラ・ディビシオン : 1回 (1995-96)
- コパ・デル・レイ : 3回 (1990-91, 1991-92, 1995-96)

### 代表
U-23スペイン代表
- オリンピック 金メダル : 1回 (1992)